# Frontière entre l'Azerbaïdjan et la Turquie

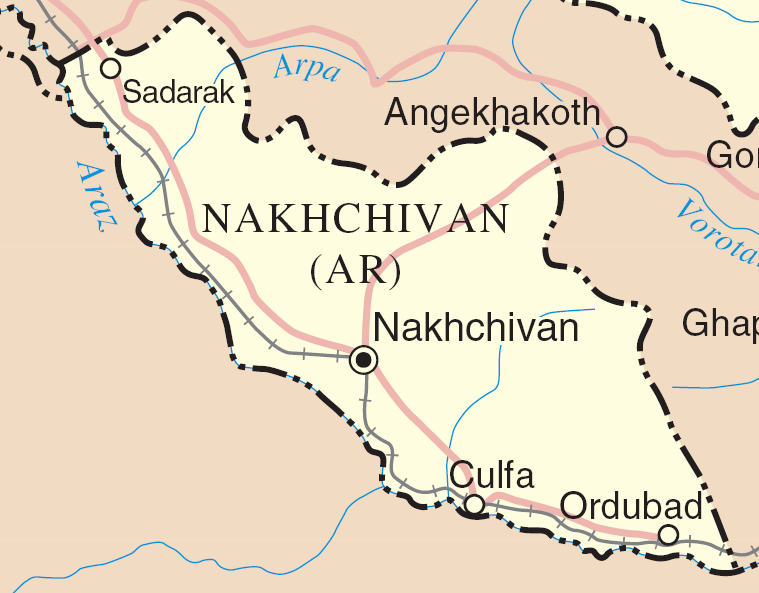

La frontière entre l'Azerbaïdjan et la Turquie est la frontière internationale séparant l'Azerbaïdjan et la Turquie.
C'est une frontière fluviale, sur la rivière Araxe qui marque également une partie de la frontière entre l'Azerbaïdjan et l'Iran
Longue de neuf kilomètres, elle est située au nord-ouest du Nakhitchevan, république autonome de l'Azerbaïdjan séparée du reste du pays par l'Arménie.